# 5e division de porte-avions
Pour les articles homonymes, voir 5e division.
La 5e division de porte-avions (第五航空戦隊, Dai-Go Kōkū-Sentai) est une unité aéronavale de la 1re flotte aérienne de la Marine impériale japonaise. Au début de la guerre du Pacifique, elle est composée des porte-avions Shōkaku et Zuikaku, et participe à l'attaque de Pearl Harbor, à la bataille de la mer de Corail et au raid sur Ceylan. Après la défaite japonaise à la bataille de Midway en juin 1942, la 5e division de porte-avions est dissoute ; en compagnie du Zuihō, le Shōkaku et le Zuikaku rejoignent alors la 1re division de porte-avions, décimée durant la bataille.